# Hoàng Côn Chương
Hoàng Côn Chương (Tên chữ Hán: 黄焜璋; phiên âm latinh: Huang Kun-chang, sinh 1 tháng 11 năm 1977) là một cơ thủ chuyên nghiệp Đài Loan.

## Sự nghiệp
Tại Đại hội Thể thao châu Á 2002 Hoàng Côn Chương giành huy chương bạc nội dung pool 8 bóng sau khi thua đồng hương Hạ Huy Khải 5–9 trong trận chung kết. Tại Đại hội Thể thao châu Á 2006 anh được xếp hạt giống số 1 nội dung pool 8 bóng, tuy nhiên chỉ giành huy chương đồng sau khi thua Antonio Gabica ở bán kết và thắng Leonardo Andam trong trận tranh huy chương đồng.